# 蒙叙盖讷
蒙叙盖讷（法語：Monts-sur-Guesnes，法語發音：[mɔ̃ syʁ ɡɛn]）是法国新阿基坦大区维埃纳省的一个市镇，位于该省西北部，属于沙泰勒罗区。

## 地名
法语词“sur”意为“在……上方”，在地名中常接河名，此时地名按“XXX河畔XXX”译，但此处的“盖讷”（Guesnes）并不是河名，而是临近的一个市镇，“Monts-sur-Guesnes”一名意为“盖讷上方的蒙”。

## 地理
蒙叙盖讷（46°55'8"N, 0°12'42"E）面积11.4 平方千米，位于法国新阿基坦大区维埃纳省，该省份为法国中西部省份，北起曼恩-卢瓦尔省和安德尔-卢瓦尔省，西接德塞夫勒省，南至夏朗德省，东南接上维埃纳省，东临安德尔省。
与蒙叙盖讷接壤的市镇（或旧市镇、城区）包括：代尔塞、盖讷、普兰赛、赛尔、韦吕。
蒙叙盖讷的时区为UTC+01:00、UTC+02:00（夏令时）。

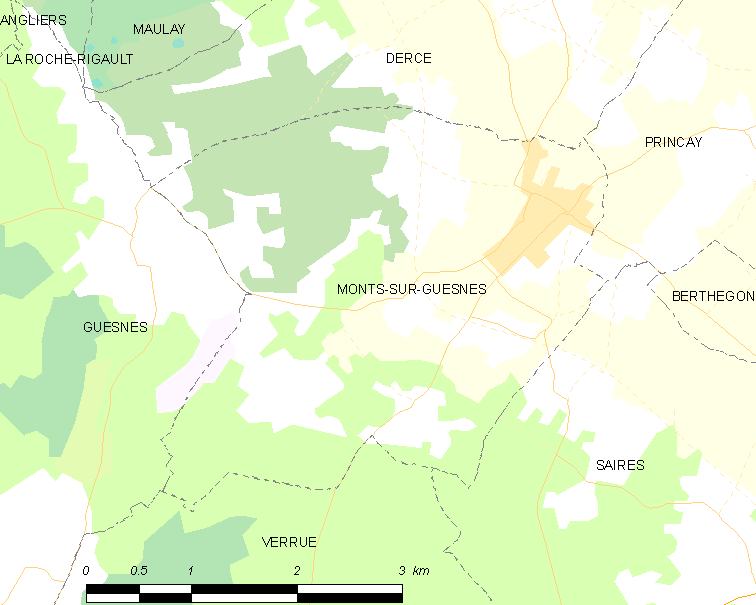
蒙叙盖讷的OSM定位图

## 行政
蒙叙盖讷的邮政编码为86420，INSEE市镇编码为86167。

## 政治
蒙叙盖讷所属的省级选区为卢丹县。

## 人口

1962-2008年间蒙叙盖讷人口变化图示

蒙叙盖讷于2022年1月1日时的人口数量为917人。